# 毛冠唇花
毛冠唇花（学名：Microtoena mollis）为唇形科冠唇花属下的一个种。其种加词“mollis ”意为“柔软的”。